# خرید لوئیزیانا (فیلم)
خرید لوئیزیانا (انگلیسی: Louisiana Purchase) فیلمی در ژانر موزیکال به کارگردانی اروینگ کامینگز است که در سال ۱۹۴۱ منتشر شد. از بازیگران آن می‌توان به باب هوپ و ویکتور مور اشاره کرد.